# Кубян
 Кубя́н (тат. Күәм) — село в Атнинском районе Республики Татарстан, административный центр Кубянского сельского поселения.

## География
Село находится на правом притоке реки Ашит, в 7 км к северо-западу от села Большая Атня.

## История
Село известно с периода Казанского ханства. До 1920-х годов в официальных источниках разделялась на 3 части: Кубян Спочинок, Старый Кубян и Просто-Кубян.
В XVIII — первой половине XIX веков жители относились к категории государственных крестьян. Основные занятия жителей в этот период — земледелие и скотоводство.
В 1830 году в селе была построена первая мечеть (в 1883 г. из-за ветхости на её месте построена новая). В 1832 году открыта вторая мечеть. В 1833 году построена третья мечеть (из-за ветхости в 1884 г. на её месте возвели новую). Четвертая мечеть была построена в 1901 году.
В «Списке населенных мест по сведениям 1859 года», изданном в 1866 году, населённый пункт упомянут как казённые деревни Кубян с Починка, Кубян, Починок Кубян, Старые Кубяны 2-го стана Царёвококшайского уезда Казанской губернии. Располагались при речке Кубянке, по левую сторону транспортного тракта из Казани в Вятскую губернию, в 134 верстах от уездного города Царёвококшайска и в 14 верстах от становой квартиры в казённой деревне Уразлино (Казаклар). В деревнях в 333 дворах жили 2182 человека (1111 мужчин и 1071 женщина). Были 3 мечети.
В начале XX века в селе функционировали 4 мечети (открыты в период 1830—1901 годов), медресе (открыто в 1909 году), 8 мелочных лавок, базар по вторникам. В этот период земельный надел сельской общины составлял 3378 десятин.
До 1920 году село входило в Кшкловскую волость Царёвококшайского (с 1919 года — Краснококшайский) уезда Казанской губернии. С 1920 года в составе Арского кантона ТАССР. С 10 августа 1930 года в Тукаевском, с 25 марта 1938 года в Атнинском, с 12 октября 1959 года в Тукаевском, с 1 февраля 1963 года в Арском, с 25 октября 1990 года в Атнинском районах.
В 1931 году в селе совместно с деревнями Зильгильде и Нуртяк организован колхоз имени К. Маркса. С 1997 года коллективное предприятие «Кубян», с 2004 года сельскохозяйственный производственный кооператив «Кубян», с 2008 года в составе ООО «Тукаевский».
С 1945 года в селе действовала машинно-тракторная станция.

## Население
| 1859 | 1897 | 1908 | 1920 | 1926 | 1938 | 1949 | 1958 | 1970 | 1979 | 1989 | 2002 | 2010 | 2015 |
| ---- | ---- | ---- | ---- | ---- | ---- | ---- | ---- | ---- | ---- | ---- | ---- | ---- | ---- |
| 2182 | 2236 | 2415 | 1236 | 2250 | 2178 | 1346 | 1205 | 1227 | 1121 | 865  | 853  | 774  | 820  |

Национальный состав села — татары.

## Экономика
Жители работают преимущественно в ООО «Тукаевский», занимаются полеводством, молочным скотоводством.

## Инфраструктура
В селе действуют средняя школа (с 1929—1921 гг. как начальные), дом культуры, библиотека, фельдшерско-акушерский пункт, детский сад, отделение почтовой связи, отделение Сбербанка.

## Религия
Мечеть (с 1995 года).